# Þóra Helgadóttir
Þóra Björg Helgadóttir (Reykjavik, 5 mei 1981) is een IJslands voetbalspeelster. Zij speelde tot september 2014 als doelverdediger in het IJslands vrouwenvoetbalelftal.
In 2012 werd Helgadóttir verkozen tot IJslands voetbalspeler van het jaar.

## Statistieken
| Seizoen | Club           | Land       | Competitie | Wedstrijden | Doelpunten |
| ------- | -------------- | ---------- | ---------- | ----------- | ---------- |
| 2009    | Kolbotn        | Noorwegen  | TOP        | 21          | 0          |
| 2010    | Rosengård      | Denemarken | DAM        | 21          | 0          |
| 2011    | Rosengård      | Denemarken | DAM        | 21          | 0          |
| 2012    | Rosengård      | Denemarken | DAM        | 22          | 0          |
| 2012/13 | Western Sydney | Australië  | W-L        | 8           | 0          |
| 2013    | Rosengård      | Denemarken | DAM        | 21          | 0          |
| 2014    | Rosengård      | Denemarken | DAM        | 10          | 0          |
| 2014    | Fylkir         | IJsland    | URW        | 10          | 0          |
| 2015    | Fylkir         | IJsland    | URW        | 0           | 0          |
| 2016    | Stjarnan       | IJsland    | URW        | 0           | 0          |
| 2017    | Stjarnan       | IJsland    | URW        | 0           | 0          |
| Totaal  | Totaal         | Totaal     | Totaal     | 134         | 0          |

Laatste update: september 2020

## Interlands
- Virtual International Authority File: 9645152140012611100005